# Biblioteche della Città di Roma

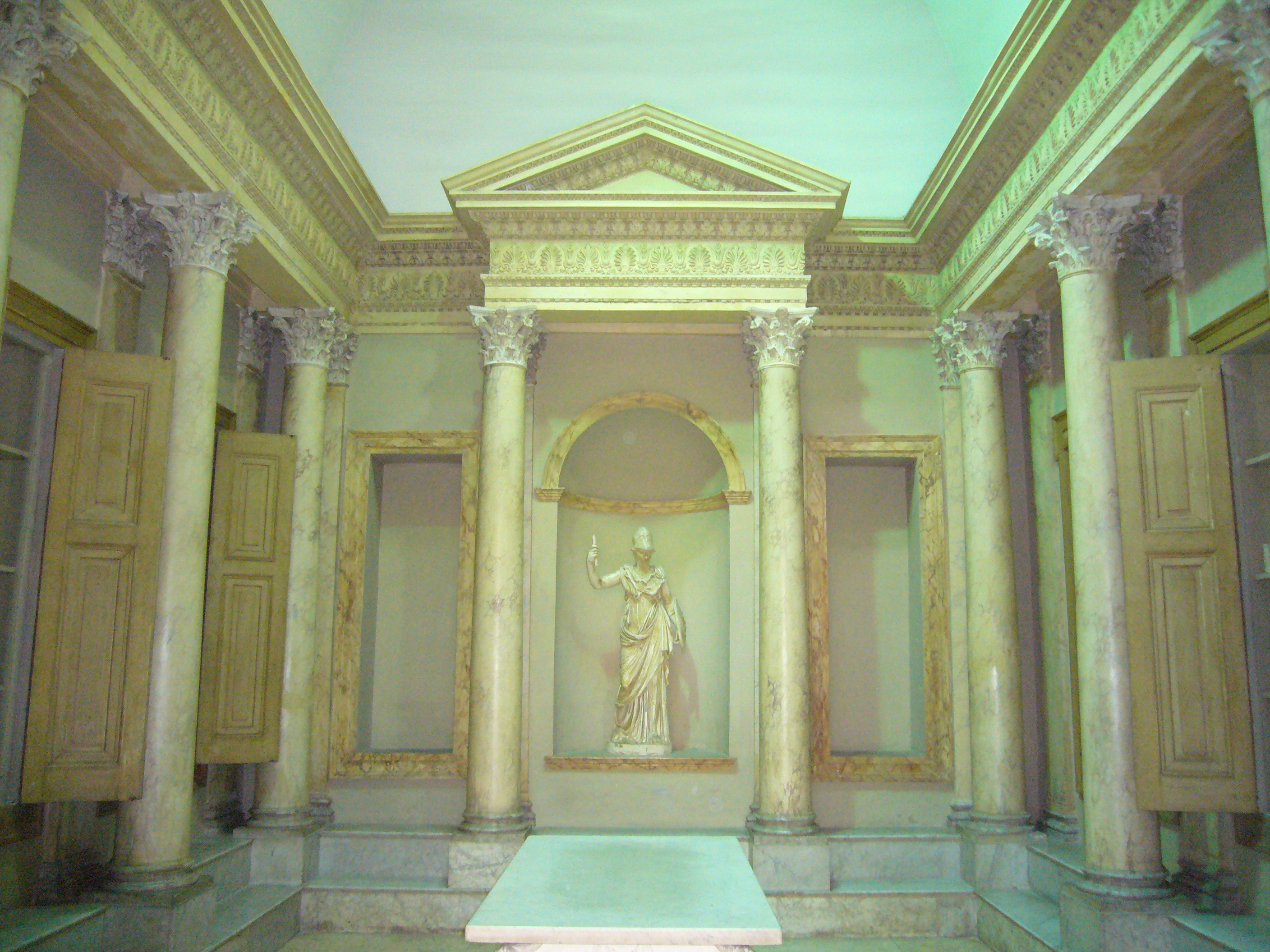
Ricostruzione di una biblioteca romana,
Museo della civiltà romana

La prima idea di dare a Roma una biblioteca pubblica fu di Giulio Cesare, progettando di fornirla addirittura di due biblioteche gemelle: una che contenesse testi greci ed una i testi latini. Aveva preso tale decisione, affermando di voler "costruire una biblioteca di libri greci ad uso pubblico ed una di libri latini, entrambe molto grandi, ed il compito di costruirle ed organizzarle fu assegnato a Marco Varrone" - una scelta logica, dato che Marco Terenzio Varrone aveva scritto l'opera "Sulle biblioteche". L'assassinio di Cesare nelle Idi di marzo del 44 a.C., pose fine a tale progetto.
Alcuni anni dopo però, Asinio Pollione - statista, comandante, poeta e storico - realizzò quello che Cesare aveva desiderato: una biblioteca greca e romana ad uso pubblico. Ciò segna l'inizio di una nuova era nella storia delle biblioteche romane.
Asinio Pollione era un rispettato autore e godeva anche di una vasto circolo di amici, tra cui famosi personaggi come Catullo e Orazio e Virgilio, tre dei più grandi poeti romani. Tra l'altro, fu il suo intervento che salvò la proprietà di Virgilio dalla confisca durante i conflitti che seguirono la morte di Cesare. Nel 39 a.C., Pollione comandò una vittoriosa spedizione militare e ritornò a Roma carico di bottino. Ciò gli permise di avere i fondi necessari per realizzare l'idea di Cesare, che era arrivata per così dire solo sul tavolo da disegno: questa fu quindi la prima biblioteca pubblica di Roma.

## Gli edifici

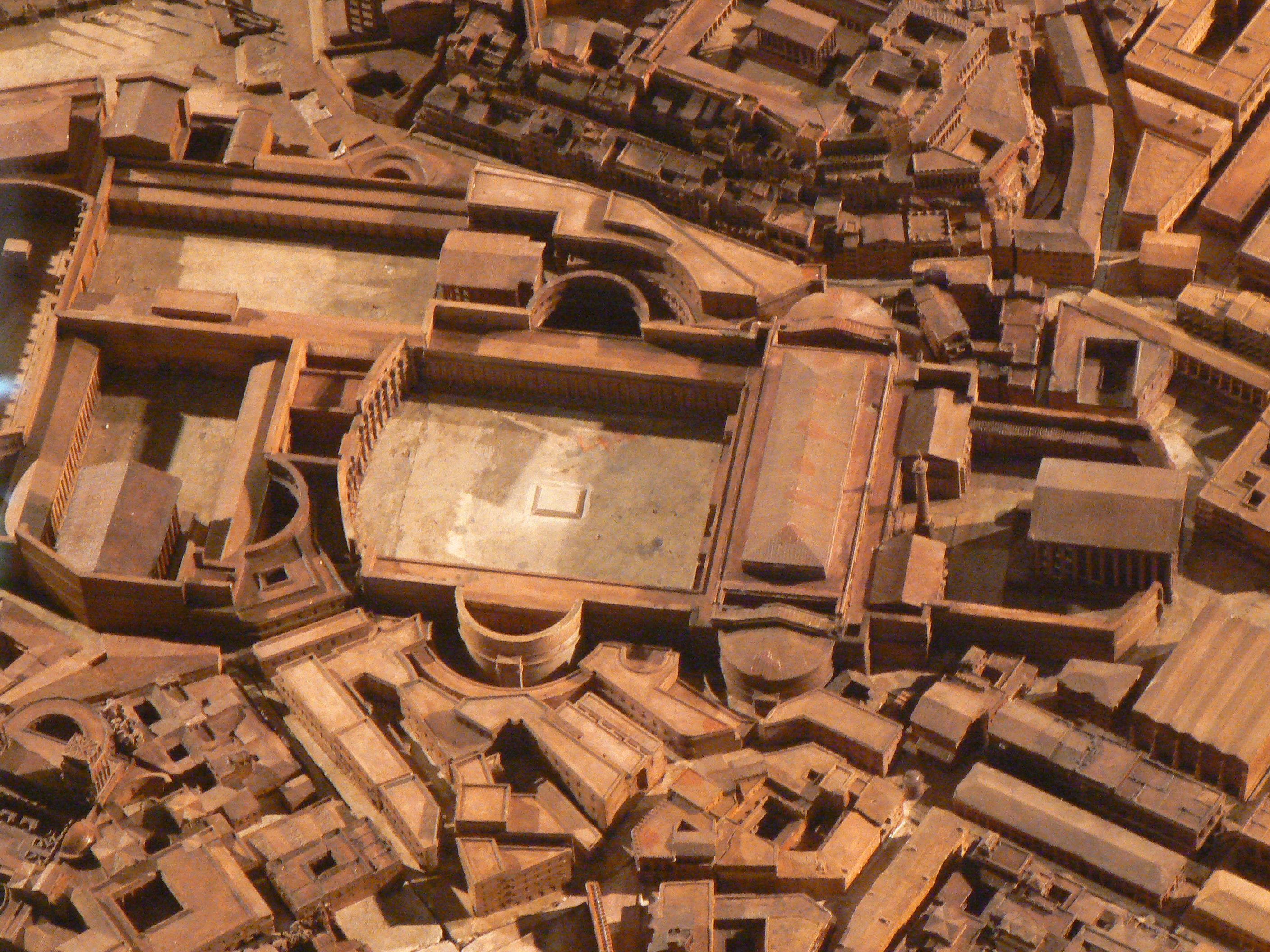
Modello di Roma nel IV secolo, col Foro Traianeo e le biblioteche gemelle che si rinfacciano ai lati della Colonna Traiana.

Sappiamo della biblioteca di Pollione solo perché viene citata in vari scritti, ma la struttura stessa è scomparsa. Era collocata centralmente, appena fuori dal Foro, composta da due sezioni, una per le opere in greco e l'altra per quelle in latino, una sistemazione che Cesare aveva ideato per la sua biblioteca e che verrà mantenuta in tutte le successive biblioteche romane. Quella di Pollione era elegantemente adornata da statue di autori famosi, incluso - gesto insolito - una di un autore vivente, il rinomato saggio Varrone. Poiché Varrone morì nel 27 a.C., la biblioteca deve aver aperto le porte ad un certo punto durante la precedente dozzina d'anni.
In questo periodo le guerre civili che avevano sconquassato Roma, erano terminate o quasi. Il suicidio di Marco Antonio nel 30 a.C. segnò la loro fine e lasciò Augusto dominatore incontrastato del mondo romano. In pochi anni ebbe stabilito le fondamenta dell'Impero Romano e consolidato la sua posizione quale primo Imperatore. Si sentì quindi libero di dedicare la sua attenzione a faccende di minore importanza, tipo le condizioni della città di Roma. Augusto non solo si curò di far riparare gli edifici pubblici che erano stati trascurati o incompleti durante gli anni di tumulto, ma si mise a farne costruire altri. Tra i primi di questi, nel 28 a.C., fu il Tempio di Apollo sul Colle Palatino, non lontano dalla casa dove viveva. Adiacente al Tempio fece costruire la seconda biblioteca di Roma: gli scritti ci si riferiscono come "la Biblioteca del Tempio di Apollo" o "la Biblioteca Palatina" e dicono che fosse suddivisa in sezione greca e sezione latina, come quella di Pollione. Alcuni anni dopo, Augusto fece costruire a Roma un'altra, terza biblioteca pubblica, messa più convenientemente nella parte meridionale del Campo Marzio, poco distante a ovest del Foro. Si trovava nella corte di uno spazioso colonnato semiquadrato che l'imperatore vi aveva fatto costruire col nome Porticus Octaviae in onore di sua sorella Ottavia ed era dedicato alla memoria del figlio di lei, Marcello, morto nel 23 a.C. Anche questa biblioteca, come sappiamo da vari riferimenti, era divisa in sezione greca e sezione latina. È scomparsa senza lasciar traccia.
Tuttavia della biblioteca sul Colle Palatino rimangono alcune vestigia - le uniche che abbiamo di una prima biblioteca pubblica romana. Sebbene scarse, queste rovine rivelano che sin dall'inizio gli architetti romani che progettavano biblioteche pubbliche non si attennero ai loro predecessori greci, ma seguirono una loro via originale. Le collezioni di libri erano necessariamente bilingue; dato che era uso archiviare le lingue separatamente, gli architetti dovevano provvedere doppie strutture. Nel caso della Biblioteca Palatina, ciò che rimane dimostra che esistevano due sale identiche messe fianco a fianco: al centre del muro posteriore di ognuna veniva creato un grande recesso, che quasi sicuramente alloggiava una statua, probabilmente di Apollo, poiché il suo tempio era adiacente alla biblioteca. Ad ogni lato del recesso e lungo i muri laterali erano poste nicchie che misuravano 3,80m di altezza, 1,80 di larghezza e 0,60 in profondità - sembra che ce ne fossero diciotto in tutto. Sotto di loro c'era un podio, interrotto da una scalinata che portava alle nicchie. Le nicchie erano fatte per i libri: incastrati dentro di loro, come possiamo accertare da illustrazioni e annotazioni su scritti antichi, venivano poste le librerie - armaria, come venivano chiamate dai romani - allineate con scaffalature e chiuse da porte. Le librerie erano certamente numerate ed i numeri registrati sul catalogo, vicino ad ogni titolo per indicarne la posizione. I rotoli della collezione bibliotecaria venivano sistemati orizzontalmente sulle mensole con le estremità visibili e una targhetta di identificazione che ne sporgeva. Quindi, quando gli utenti salivano le scale e aprivano le porte, le targhette erano subito visibili. Dato che le nicchie erano molto alte, le scaffalature superiori non potevano certo esser raggiunte senza l'aiuto di una scaletta portatile, la quale doveva esser disponibile sul podio, come quelle che si usano oggi per raggiungere le mensole delle librerie moderne. Mettendo le collezioni librarie dentro nicchie lungo i muri, si aveva il centro della sala disponibile per i lettori: si presume quindi che in essa fossero collocati tavoli e sedie. In tal modo - coi libri lungo le pareti e una sistemazione per i lettori al centro - le biblioteche romane somigliavano alquanto alle sale di lettura correnti e per nulla alle biblioteche greche che consistevano di piccole stanze dove venivano collocati i libri, e le stanze si aprivano su colonnati dove i lettori consultavano i rotoli. Ma nel caso delle Biblioteca Palatina, gli utenti avevano il meglio dei due mondi: dato che il colonnato del tempio di Apollo era attaccato alla biblioteca: potevano, se volevano, portarvi i libri e leggerli là, proprio come in una biblioteca greca.

## Le biblioteche di Traiano

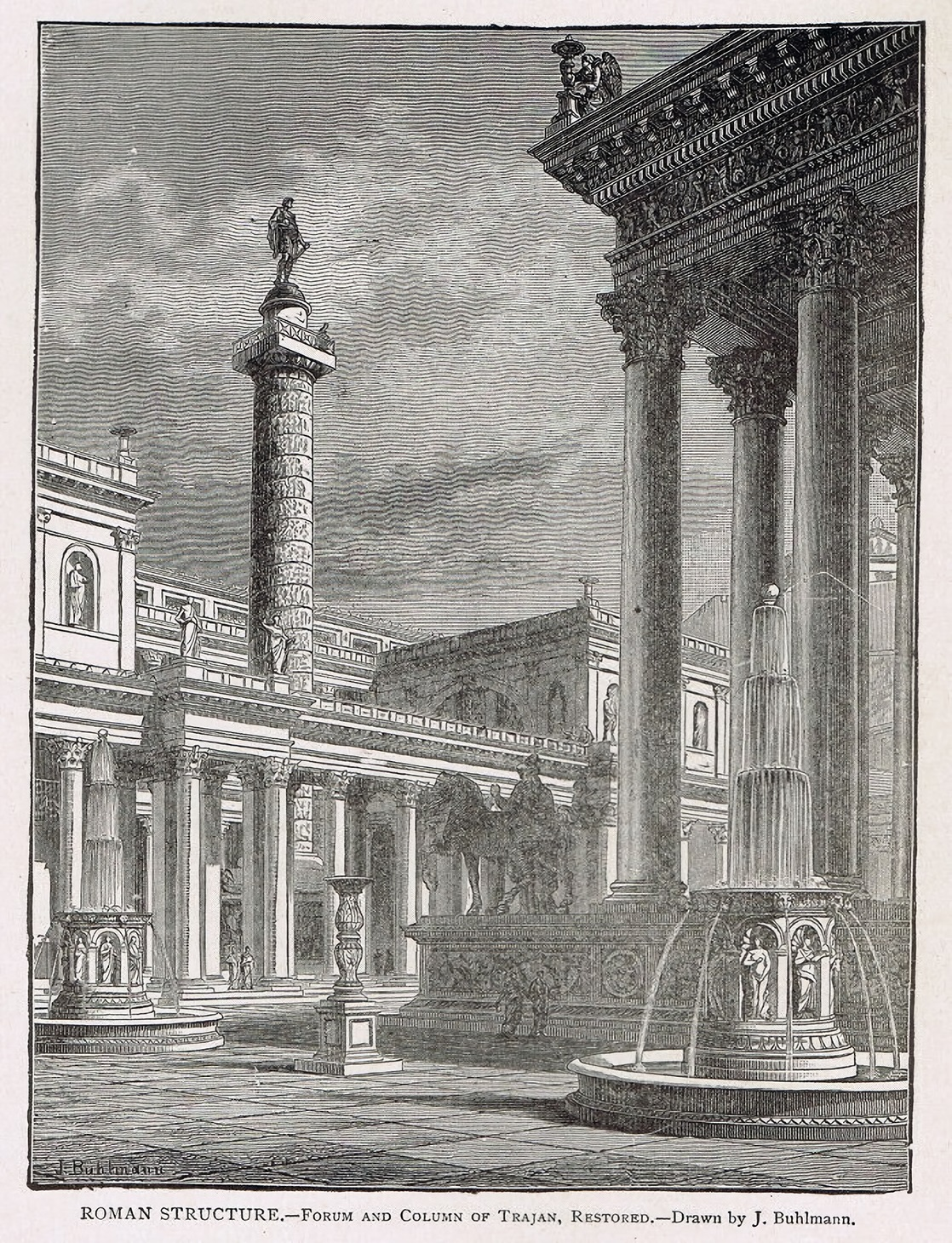
Rappresentazione del Foro Traianeo: particolare della Colonna Traiana con le due biblioteche a fronte e dietro si noti la Basilica Ulpia.

Fino alla morte di Augusto nel 14 d.C., Roma aveva solo queste tre biblioteche pubbliche: quella di Pollione vicina al Foro; quella del Portico di Ottavia, a due passi dal Foro, e quella di Augusto sul Colle Palatino, convenientemente posizionata per lui e gli amici. L'imperatore successivo, Tiberio, ad un certo punto del suo regno (14-37) ne aggiunse un'altra, forse due, sempre sul Colle Palatino, e anche Vespasiano ne aggiunse una come parte del Tempio della Pace che eresse vicino al Foro dopo la fine della Prima guerra giudaica nel 70 d.C. Non esistono però rovine che possano essere assegnate alla biblioteca di Tiberio. Al cune pare siano state identificate per quella di vespasiano, ma senza certezza e sono comunque troppo frammentari per fornire granché di informazioni. La biblioteca di Tiberio doveva esser stata di considerevole grandezza, dato che si racconta che fosse decorata con una statua di Apollo alta quasi 15 metri: la sua posizione sarebbe stata al centro del recesso nel muro posteriore, come per la Biblioteca Palatina, e una sala con tale recesso per tale statua colossale, sarebbe certo stata abbastanza alta da alloggiare due file di nicchie, una sopra all'altra, per le librerie - struttura che viene poi comprovata da biblioteche successive.

### Strutture
Una biblioteca che offre più informazioni è quella che l'imperatore Traiano incluse come parte del foro monumentale che dedicò nel 112/113 d.C. Buona parte di tale foro sopravvive a tutt'oggi e rende possibile una quasi completa ricostruzione dei suoi interni.
Il Foro di Traiano si estende più o meno a fianco del Campidoglio: tra foro e colle ora passa una moderna strada chiamata Via dei Fori Imperiali. La rinomata attrazione turistica, la Colonna Traiana, appartiena a questo complesso e, poco distante da tale colonna ci sono le rovine archeologiche della biblioteca, comunque invisibili al passante, poiché sono state ricoperte dalla pavimentazione della succitata strada. C'erano, come era usuale, due sale, una per opere greche e una per quelle latine. Nella Biblioteca Palatina erano messe a fianco, qui invece erano di rimpetto, ai lati opposti del partico quadrato dove al centro stava la Colonna. Quei letteri che intendevano consultare opere in entrambe le lingue, dovevano camminare circa 40 metri da un'entrata, dopo il portico con la Colonna, e arrivare all'altra entrata. La sala dalla parte che dà verso il Campidoglio, cioè a sud-ovest della Colonna, è ben conservata: i resti, sebbene stiano sotto Via dei Fori Imperiali, sono accessibili, dato che rimangono in una camera sotterranea col soffitto formato da travi che sostengono la pavimentazione della strada. Si possono vedere il pavimento, la porzione inferiore dei muri e una quantità di frammenti marmorei che provengono dalle decorazioni. I reperti dell'altra sala sono pochi ma sufficienti a rivelarne il fatto che fossero gemelle.

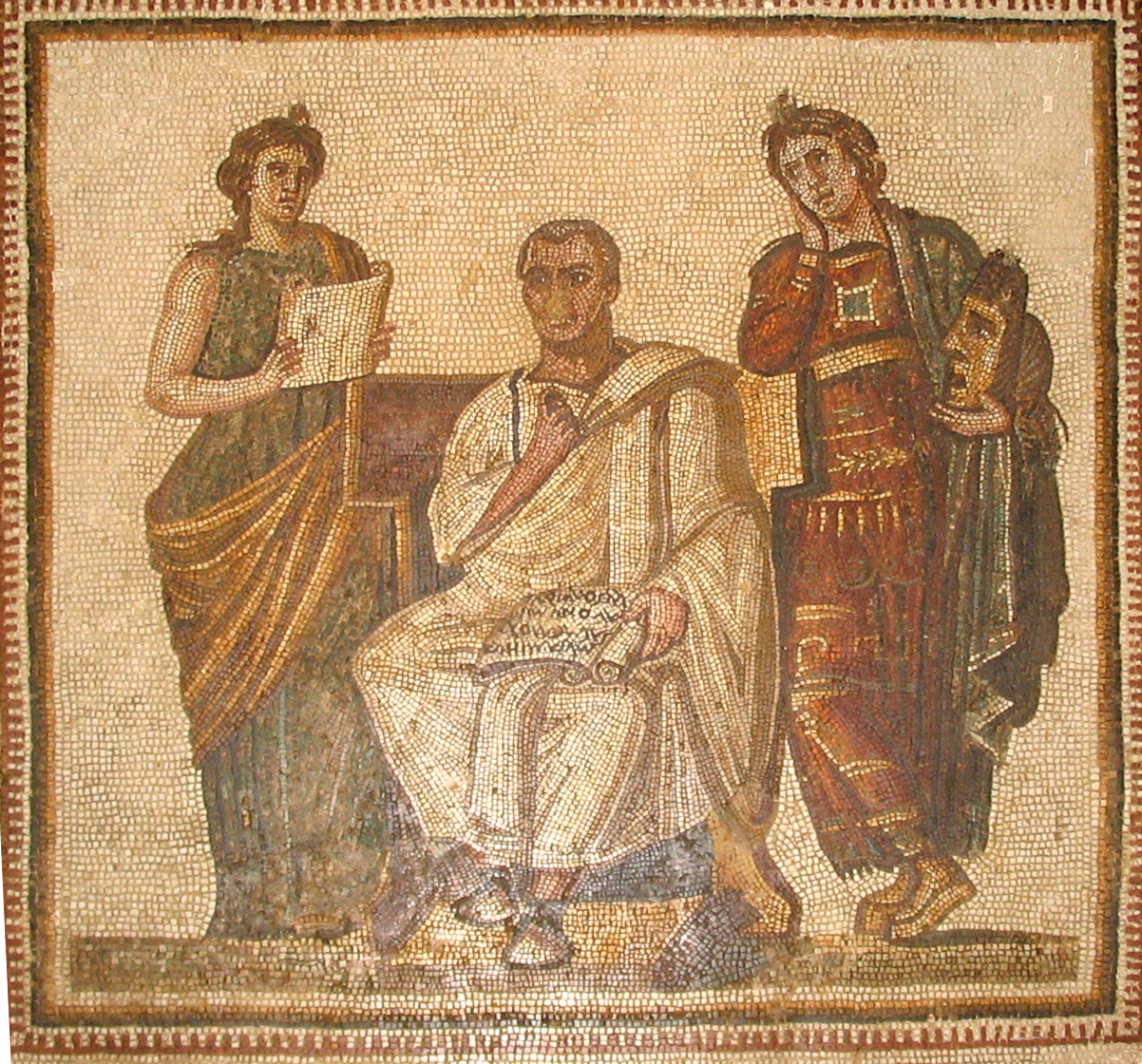
Mosaico romano del III secolo d.C. che rappresenta Virgilio con in mano l'Eneide, tra le Muse Clio e Melpomene.

La sala che possiamo ricostruire, quella a sud-ovest, era spaziosa e misurava 27,10m ai lati e 20,10m nella parte anteriore e posteriore. inoltre era ariosa, dato che si alzava per due piani ed era coperta da un soffitto a volta., forse volte a crociera. Il muro che formava il retro della sala aveva al centro un notevole recesso per alloggiare una statua di grani dimensioni; ad entrambi i lati del recesso si trovavano un livello superiore e uno inferiore di nicchi per librerie, due per livello. Le pareti che formavano i lati della sala avevano ognuno un livello superiore e inferiore di sette nicchie. Sotto il livello inferiore stava un podio, interrotto di fronte ad ogni nicchia da tre scalini che davano accesso ai libri ivi contenuti. Le nicchie del livello superiore sono andate distrutte, ma ci sono sicure indicazioni della loro esistenza, poiché si nota una fila di colonne messe sul podio e spaziate in modo che ognuna era opposta all'intervallo tra una nicchia e l'altra; stava lì a sorreggere la galleria che attraversava questo livello superiore. Una scalinata sul retro dell'edificio forniva l'accesso alla galleria. La parte frontale della sala, di fronte alla Colonna Traiana e all'altra sala gemella, era aperta; non c'era muro, ma solo quattro colonne coperte da trabeazione., e serviva da entrata: l'assenza di muro significava che non c'erano porte e quindi partizioni di bronzo venivano poste tra le colonne quando si voleva chiudere le biblioteca. A nord-est l'entrata veniva illuminata dalla luce mattutina e finestre negli altri tre lati del semicerchio formato dalle volte del tetto assicuravano luce per il resto del giorno.
Le decorazioni della sala erano sontuose: Traiano aveva concesso ai suoi costruttori di usare marmo e pietra, materiale quasi tutto importato. Il pavimento era lastricato con grandi rettangoli di granito grigio dell'Egitto, separato da strisce di marmo giallo del Nord Africa. Il materiale di costruzione dei muri, in cemento ricoperto di mattoni, era dappertutto rivestito di pavonazzetto, un marmo con venature colorate proveniente dall'Asia Minore. Ogni nicchia era incorniciata con marmo bianco e sovrastata da una modanatura di marmo bianco. Le colonne che sorreggevano la galleria erano di pavonazzetto, con base e capitelli di marmo bianco, e stavano di fronte a pilastri di pavonazzetto che decoravano lo spazio della parete tra le nicchie. La statua nel recesso era di marmo bianco, probabilmente un'immagine dell'uomo responsabile del tutto, libri ed edificio, cioè Traiano.

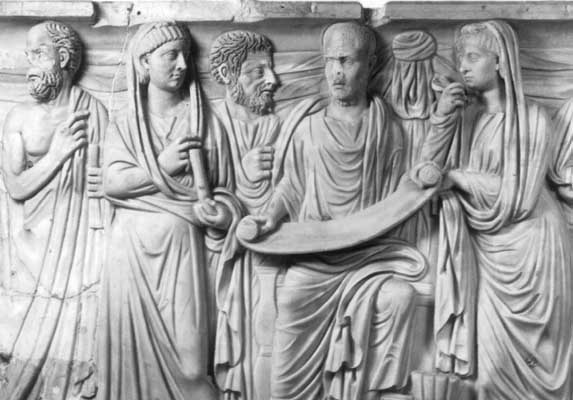
Bassorilievo romano del filosofo Plotino coi suoi discepoli e rotoli vari.

Le nicchie delle parti laterali avevano una larghezza di 1,61m, mentre quelle del recesso sul retro erano un po' più strette, misurando 1,35 m in larghezza. Poiché solo le porzioni inferiori sono state conservate, si può solo darne una stima dell'altezza, che potrebbe essere il doppio della larghezza, cioè 3,23m. La profondità è di 0,625 m. La cornice di marmo che circondava le nicchie si proiettava oltre i bordi di tutti e quattro i lati; ciò assicurava che venisse lasciato uno spazio tra i lati delle nicchie e le librerie di legno che contenevano. Veniva inoltre lasciato dello spazio nel retro, dato che la profondità delle nicchie era 0,625 m e le librerie, fatte per alloggiare rotoli la cui altezza raramente superava 0,40m, sarebbero state molto meno profonde. Di conseguenza, le librerie non entravano mai in contatto con le pareti e isolavano quindi i rotoli, che erano sensibili all'umidità. Con una serie di sette librerie superiori ed inferiori in ogni parete laterale e quattro contro quella posteriore, si otteneva un totale di 36 librerie. Si è stimato che la loro capienza fosse di circa 10.000 rotoli. Se raddoppiamo la cifra ad includere i rotoli contenuti nella sala gemella, la collezione della biblioteca traianea ammontava a circa 20.000 rotoli.

## Le biblioteche delle terme
Le biblioteche imperiali sinora descritte erano, come quella di Augusto sul Colle Palatino, adiacenti ad un tempio o, come quelle del Foro di Traiano, incluse in un grande complesso architettonico. Non ne formavano però parte integrante, essendo indipendenti e avendo come sola loro funzione quella di servire i lettori che venivano a consultare i libri ivi contenuti. Senza dubbio, la maggioranza degli utenti avevano interessi professionali in letteratura o erano appassionati del sapere e di certe discipline scientifiche: venivano quindi frequentate da scrittori, avvocati, filosofi, insegnanti, studiosi e così via. Certo questi utenti rappresentavano solo una minima parte della popolazione totale di Roma. Eppure il loro numero doveva esser considerevole, poiché la fama della città come grande centro culturale e fulcro par excellence degli studi latini deve aver attirato tali esponenti del sapere da tutto il mondo sotto l'egida dell'Impero.
Quella di Traiano fu l'ultima di questo tipo di biblioteche a venir eretta. Ciò non significa che la costruzione di biblioteche a Roma si fermò, anzi, molte altre ne vennero costruite, ma in altre speciali collocazioni, ove potessero venir usate da un pubblico più vasto e differente: vennero incorporate nelle terme pubbliche imperiali.

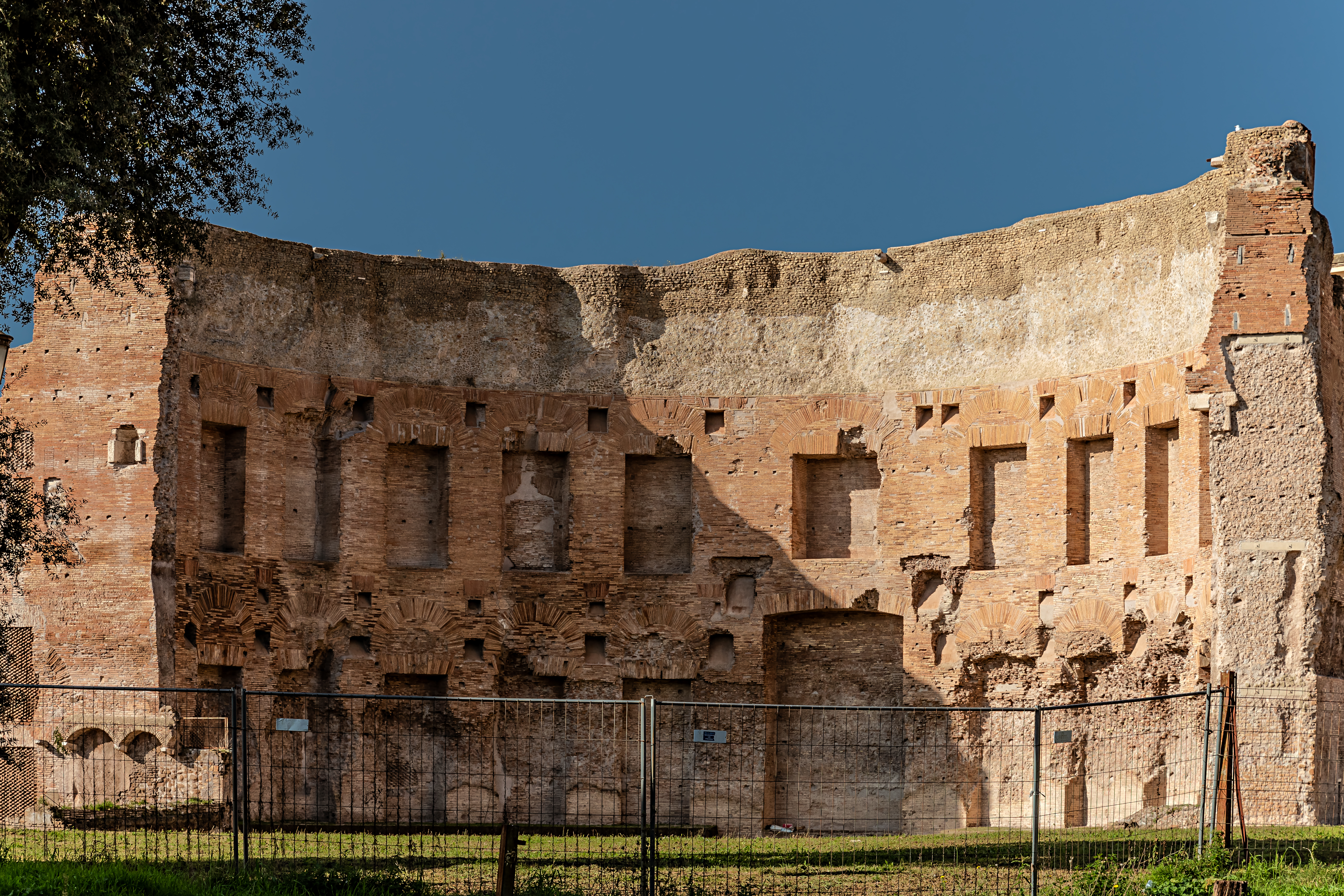
Resti delle Terme di Traiano.

Già dal secondo secolo a.C., Roma aveva le sue terme pubbliche e diventarono così popolari che per la metà del secolo successivo ce n'erano circa duecento. Tuttavia solo gente facoltosa aveva i mezzi necessari per frequentarle: erano tutte di proprietà privata e facevano pagare l'entrata. Tale limitazione fu eliminata quando il ministro di Augusto, Marco Vipsanio Agrippa, concesse ai cittadini romani oltre a panem et circenses, dei quali godevano da tempo, anche terme pubbliche gratuite. Gli imperatori successivi vollero essere ancor più munifici, e fecero costruire terme che non solo erano gratuite, ma erano anche decorate sontuosamente e attrezzate oltre misura. In aggiunta, oltre ad offrire tutti i normali servizi termali - sale calde, sale bollenti, bagni freddi, stanze dei massaggi, e così via - questi complessi venivano adibiti anche a centri ricreativi e culturali: intorno all'edificio che ospitava i servizi termali venivano costruiti giardini con viali per il passeggio, cortili per ginnastica o giochi, stanze per riunioni o spettacoli - e biblioteche.

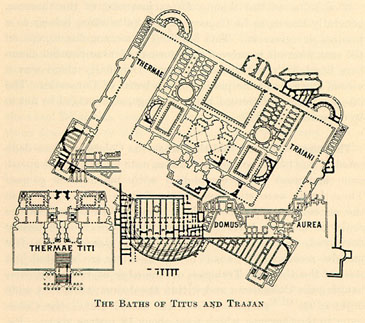
Pianta delle Terme di Tito e Traiano.

Le prime grandi terme imperiali furono edificate da Nerone. Come un satirista romano disse scherzando: "Che c'è peggio di Nerone? Che c'è meglio delle sue terme?" Oggi se ne vedono solo rovine insignificanti. Quelle che invece sopravvivono in una certa quantità per darci un'idea della loro grandezza e splendore, sono le Terme di Traiano, terminate nel 109 d.C. Ciò che rimane è ben lungi dall'essere completo, ma fortunatamente include alcune porzioni della biblioteca.
Vi si trovavano le solite due sale. Ognuna veniva situata in un'abside poco profonda nel muro che recintava il grande complesso termale, una nella parete lungo il lato occidentale e l'altra al suo opposto nella parete lungo il lato orientale. I lettori che volevano consultare i libri in greco e latino, dovevano camminare circa 300 metri. L'abside nel muro occidentale è abbastanza ben preservato, tale che si riesce a vederne le caratteristiche basilari, che erano come quelle della biblioteca del Foro Traianeo: al centro della parete ricurva che formava il retro dell'area, c'era una grande nicchia per una statua; ad entrambi i lati c'erano nicchie per i libri - due file, una sopra l'altra, di cinque nicchie ciascuna, venti in tutto. Le nicchie, che misuravano 4,45 m di altezza, 2,06m di larghezza e 0,73m in profondità, sono alquanto più grandi di quelle della Biblioteca Palatina o della biblioteca del Foro di Traiano.

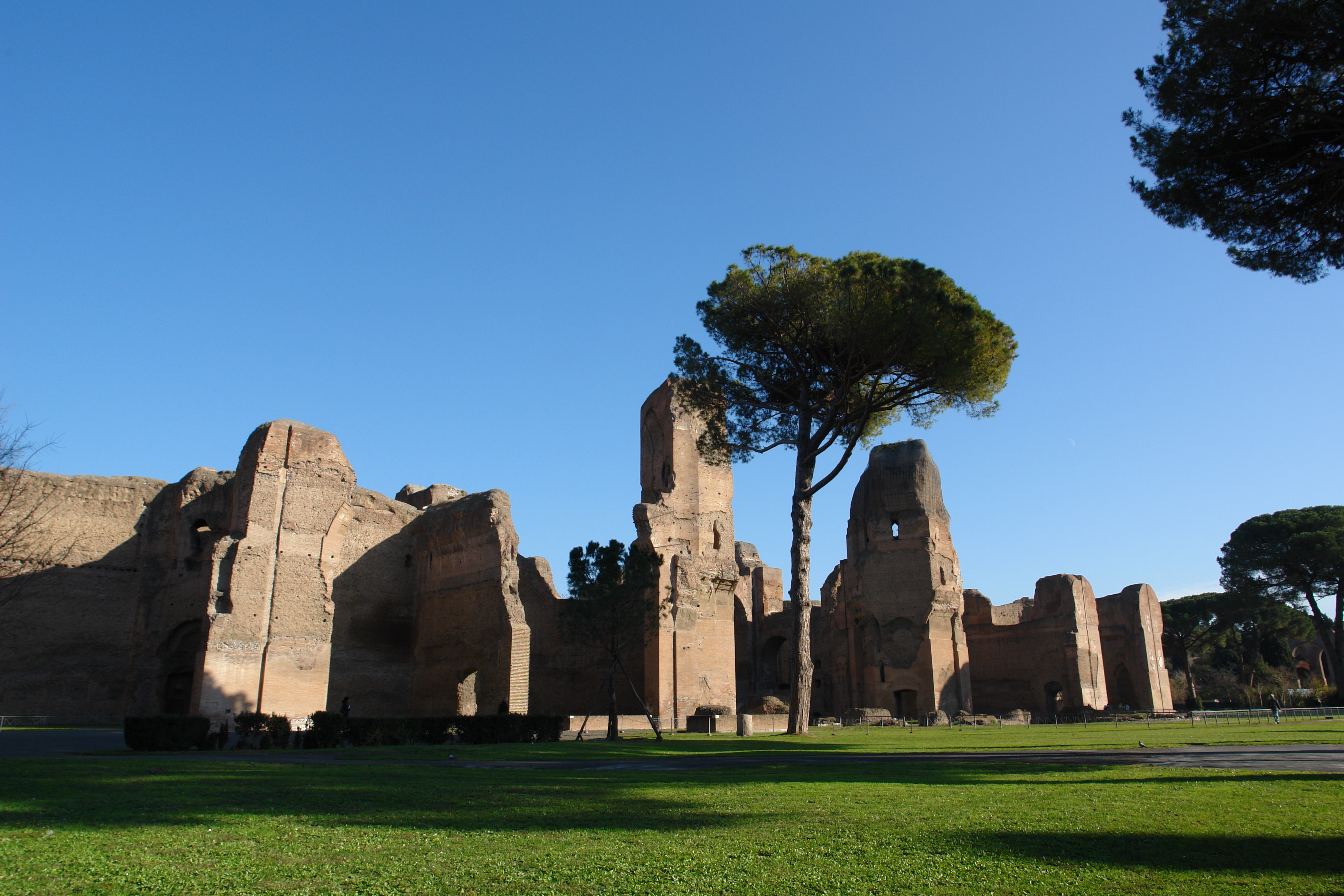
Vista delle Terme di Caracalla.

Ancor meglio conservata è la biblioteca di una delle più famose vedute di Roma: le Terme di Caracalla, iniziate nel 212 e non completate fino ad un decennio e più dopo. Come per le Terme di Traiano, ci sono due sale alloggiate dentro il muro di delimitazione, in questo caso circa 260 metri di distanza tra gli angoli sud-ovest e sud-est del complesso termale. Le biblioteche di Traiano erano absidali, quelle di Caracalla sono rettangolari e misurano 36,3m per 21,9 m. I lati lunghi formavano il davanti e didietro di ciascuna sala. Il davanti si affacciava su un colonnato che lo costeggiava, non c'era parete frontale quindi, solo una fila di dieci colonne. Gli utenti lasciavano il colonnato, passandoci attraverso per entrare nella biblioteca. Quasi sicuramente c'erano degli schermi di bronzo, tipo partizioni a pannello, come per la biblioteca del Foro Traianeo, per chiudere la biblioteca di notte. Al centro della parete posteriore c'era il solito recesso che, a giudicare dall'altezza e larghezza, doveva aver alloggiato una statua colossale. Negli spazi ad entrambi i lati del recesso e lungo le corte pareti, c'erano le nicchie per le librerie, in due file sovrimposte, tre per fila ad ogni lato del recesso e cinque per fila su ogni parete laterale, per un totale di 32 librerie. Sotto la fila più bassa correva un podio interrotto da gradini di fronte ad ogni nicchia; su tale podio stavano le colonne che sorreggevano una galleria di servizio agli utenti del piano superiore.
Per quanto fossero grandi le Terme di Caracalla, ancora più grandi furono quelle edificate nel 305-6 d.C. da Diocleziano. Probabilmente c'era una biblioteca anche lì, ma non possiamo esserne sicuri, né potremo mai esserlo, dato che pare faccia parte delle porzioni interrate e che giacciono sotto le attuali costruzioni e strade di Roma.

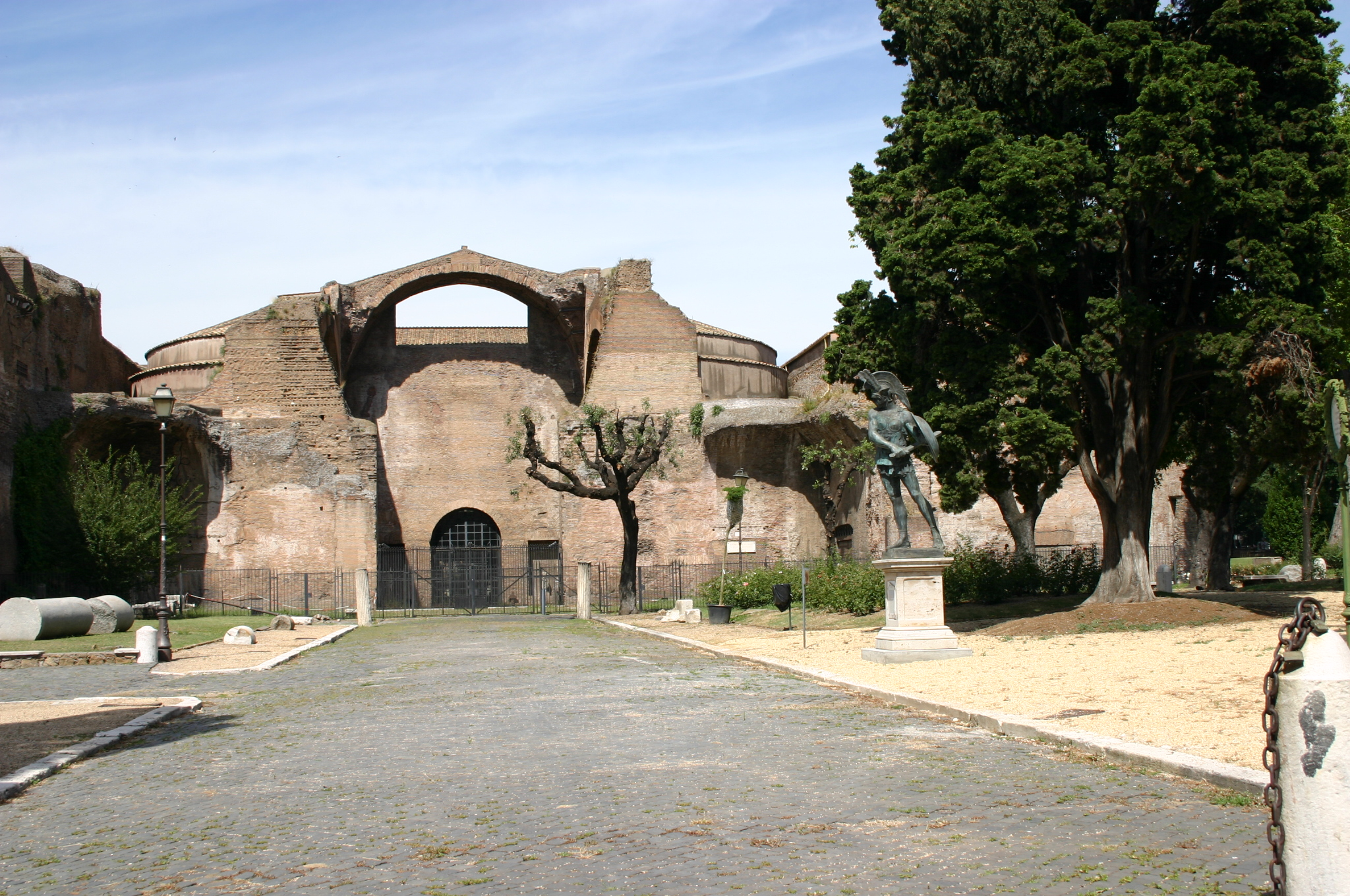
Veduta laterale con l'aula rotonda delle Terme di Diocleziano.

Le terme pubbliche erano frequentate da tutti i romani, uomini e donne, giovani e vecchi, ricchi e poveri. Non ci andavano solo per usare le strutture balneari, ma per passare il tempo in maniera piacevole ed in attività interessanti, passeggiare nei giardini circostanti, giocare a palla o guardare altri che giocavano, ascoltare discorsi eruditi, chiacchierare con amici - o esaminare la biblioteca. I contenuti di tale biblioteca dovevano riflettere questo tipo di interessi, cioè letture con argomenti da passatempo, rilassanti e distensivi, quale alternativa al giocare a palla o far conversazione. Solo più raramente ci saranno stati professionisti o studiosi intenzionati a combinare un bagno con un po' di studio. Le collezioni presumibilmente avranno offerto noti classici, con numerose copie di Omero, di Euripide e Menandro nella sezione greca; di Ennio, Plauto e Virgilio in quella latina, e anche qualche filosofo, se era il caso.
Gli imperatori tenevano molto a cuore le biblioteche pubbliche di Roma. Da Augusto a Traiano, ne aumentarono gradualmente il numero. Da Traiano in poi, e forse anche prima, aggiunsero le biblioteche come parte delle terme pubbliche e continuarono a farlo perlomeno fino all'inizio del terzo secolo. Fecero in modo che le biblioteche che avevano costruito rimanessero in funzione: quando le Biblioteca Palatina fu totalmente incenerita dal grande incendio del 64 d.C. (quello che si dice Nerone abbia appiccato), fu ripristinata durante il regno di Domiziano (81-96). Quando la biblioteca del Portico di Ottavia fu distrutta dal fuoco nell'80 d.C., Domiziano la fece ricostruire e si prese cura di far rimpiazzare alcune delle collezioni perdute con copie provenienti da Alessandria. Il fuoco colpì ancora durante il regno di Commodo, ma la biblioteca fu restaurata dall'Imperatore Gordiano, che ci aggiunse anche 62.000 libri lasciatigli da Quinto Sereno Sammonico. Nel 191, un altro incendio distrusse il Tempio della Pace di Vespasiano e probabilmente la relativa biblioteca, ma furono entrambi restaurati completamente dato che facevano bella mostra nel 357. Un catalogo degli edifici importanti di Roma che risale al 350 indica che c'erano a quell'epoca ventinove biblioteche in città, una cifra che certamente include alcune, se non tutte, le biblioteche imperiali. La biblioteca di Traiano era ancora in piedi nel 456, perché un oratore che fece un panegirico per l'imperatore in quell'anno, fu in grado di farsi vanto di aver ricevuto come ricompensa la collocazione della sua statua tra quelle degli autori che decoravano la biblioteca.

## Bibliothecarius

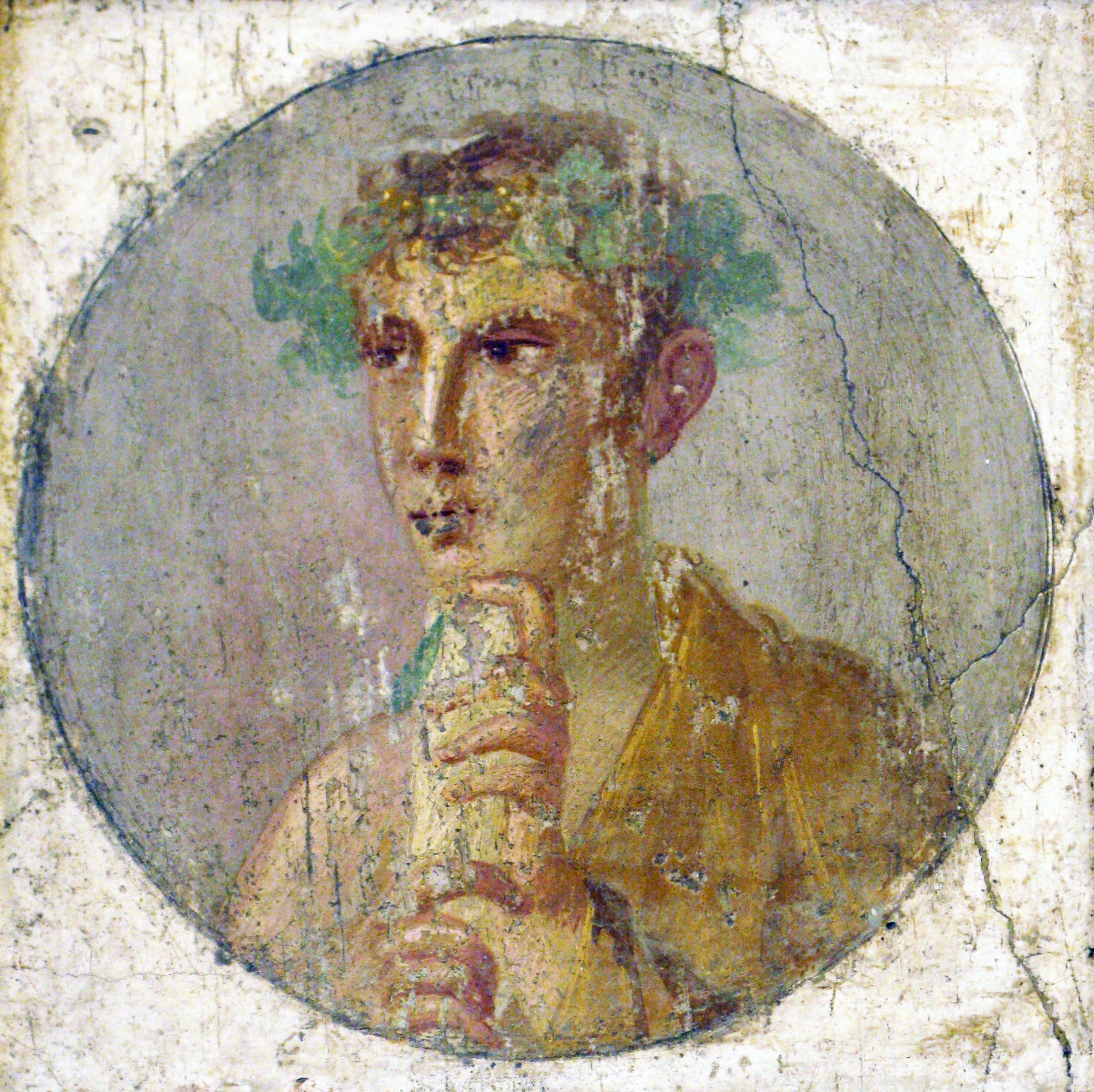
Giovane romano con rotolo.
Pompei, VI Insula Occidentalis - Museo archeologico nazionale di Napoli.

Si è già menzionato (v.s.) che i romani lasciavano i lavori impiegatizi e amministrativi agli schiavi ed ai liberti. Ciò valeva sia per gli "statali" che per i privati. una delle iniziative di Augusto per migliorare l'efficienza del governo fu di creare una burocrazia organizzata, che popolò di schiavi appartenenti al servizio imperiale. Coloro che si dimostravano abili, man mano che aumentava la loro anzianità e posizione, ottenevano la manumissio, l'affrancamento, e continuavano a lavorare come liberti. Questi schiavi e liberti dell'imperatore, la cosiddetta "famiglia di Cesare" (familia Caesaris), si gestivano l'intera gamma impiegatizia, dal più basso commesso di un insignificante dipartimento al capo del più importante ufficio imperiale: erano, in effetti, i classici "dipendenti pubblici". Passavano l'intera vita a svolgere le loro mansioni e i più ambiziosi facevano carriera salendo i gradini delle promozioni. L'ufficio del procuratore era quasi al vertice e in verità la funzione procuratoria presso uno dei maggiori dipartimenti era il massimo della carriera.
Grazie ad alcuni epitaffi, siamo venuti a conoscenza di due impiegati di biblioteca che servirono durante il regno di Tiberio, Caligola e Claudio, cioè tra gli anni 14 e 54 d.C. Una costosa lapide - in marmo bianco, fatta a forma di altare e decorata con sculture - ricorda la memoria di Tiberio Giulio Pappo, che "era intimo con Tiberio e quindi responsabile di tutte le biblioteche degli imperatori da Tiberio Cesare fino a Claudio Cesare". Un'altra lapide, questa però più semplice e austera, ricorda "Tiberio Claudio Scirto, liberto di Augusto, Direttore delle Biblioteche"; il termine "liberto di Augusto" denomina uno che, come schiavo, era divenuto di proprietà dell'imperatore ed era stato da lui affrancato. Due iscrizioni rivelano che Tiberio aveva creato una nuova posizione, amministratore di tutte le biblioteche di Roma, e la pietra tombale di Scirto ci rivela il titolo ufficiale: "Direttore delle Biblioteche" (procurator bibliothecarum). Tiberio aveva sotto la sua tutela quattro o cinque biblioteche pubbliche e apparentemente aveva pensato che tale quantità necessitasse di una gestione centralizzata. Le iscrizioni rivelano inoltre che almeno uno dei due succitati funzionari fosse un liberto, ma non uno studioso o scrittore, bensì un burocrate che aveva raggiunto la sua posizione nel corso di una carriera a servizio dell'imperatore.
Un altro Direttore delle Biblioteche che viene registrato dalla storia è Dionisio di Alessandria e n cambiamento che gli imperatori da Vespasiano (69-79 d.C.) in poi introdussero nella gestione dei posti governativi: per i livelli più alti gli incarichi vennero assegnati a uomini nati liberi delle classi economiche e sociali superiori. Dionisio non era certo un ex-schiavo: era uno stimato cittadino greco di Alessandria ed erudito studioso la cui fama gli permise di diventare capo del Museo Alessandrino. Probabilmente divenne un dipendente governativo sotto Vespasiano o Tito (79-81) e come primo incarico ebbe la direzione delle biblioteche e successivamente divenne Segretario degli Affari Greci. La formazione di Dionisio lo rendeva una scelta logica quale dirigente di un gruppo di biblioteche, ma poiché era una posizione che lui aveva assunto come parte di una carriera, deve averla tenuta per un tempo limitato, andandosene quando ebbe ricevuto una nomina superiore, cioè quella del Segretariato. In altre parole, il Direttore delle Biblioteche non era un incarico a lunga scadenza, come quando veniva dato quale vertice di una carriera burocratica per liberti imperiali. Gli impiegati delle biblioteche perdevano quindi il beneficio di una lunga relazione con il proprio capo, come avevano goduto coi liberti ufficiali, ma ci guadagnavano dal punto di vista di gestione, dato che avevano superiori capaci ed in grado di gestire sia le collezioni che il bilancio economico.
Gli impiegati stessi erano schiavi e alcuni anche liberti. Nelle biblioteche create dagli imperatori, essi provenivano dall familia Caesaris, e a capo di ogni gruppo c'era un bibliothecarius, il bibliotecario. Che questo fosse il suo titolo viene comprovato da un giocoso passo di una lettera inviata nel 144/145 da Marco Aurelio, futuro imperatore (161-180), al suo insegnante e precettore, Marco Cornelio Frontone. Aurelio scrive di aver letto due libri molto interessanti ed è sicuro che anche Frontone li vorrà leggere, ma non deve andare a prenderle presso la biblioteca del Tempio di Apollo, dato che quelle copie ce l'ha lui (Aurelio); deve invece andare ad ingraziarsi il bibliothecarius Tiberianus "il bibliotecario (della biblioteca) di Tiberio".
Il bibliothecarius aveva quindi alle sue dipendenze un gruppo di "impiegati" della bibliotheca, che venivano assegnati sia alla sezione greca, che a quella latina, e probabilmente tali impiegati erano in maggioranza scribi, ma anche "conservatori" o restauratori (dei rotoli) e vilici, cioè assistenti, o fattorini, o commessi, che andavano in giro a prendere e riporre i rotoli in uso. Indipendentemente dalle varie mansioni che avessero, tutti dovevano avere un minimo di istruzione, saper leggere e scrivere, e a seconda della lingua che parlavano, venivano assegnati alla sezione greca o latina.

## Collezioni

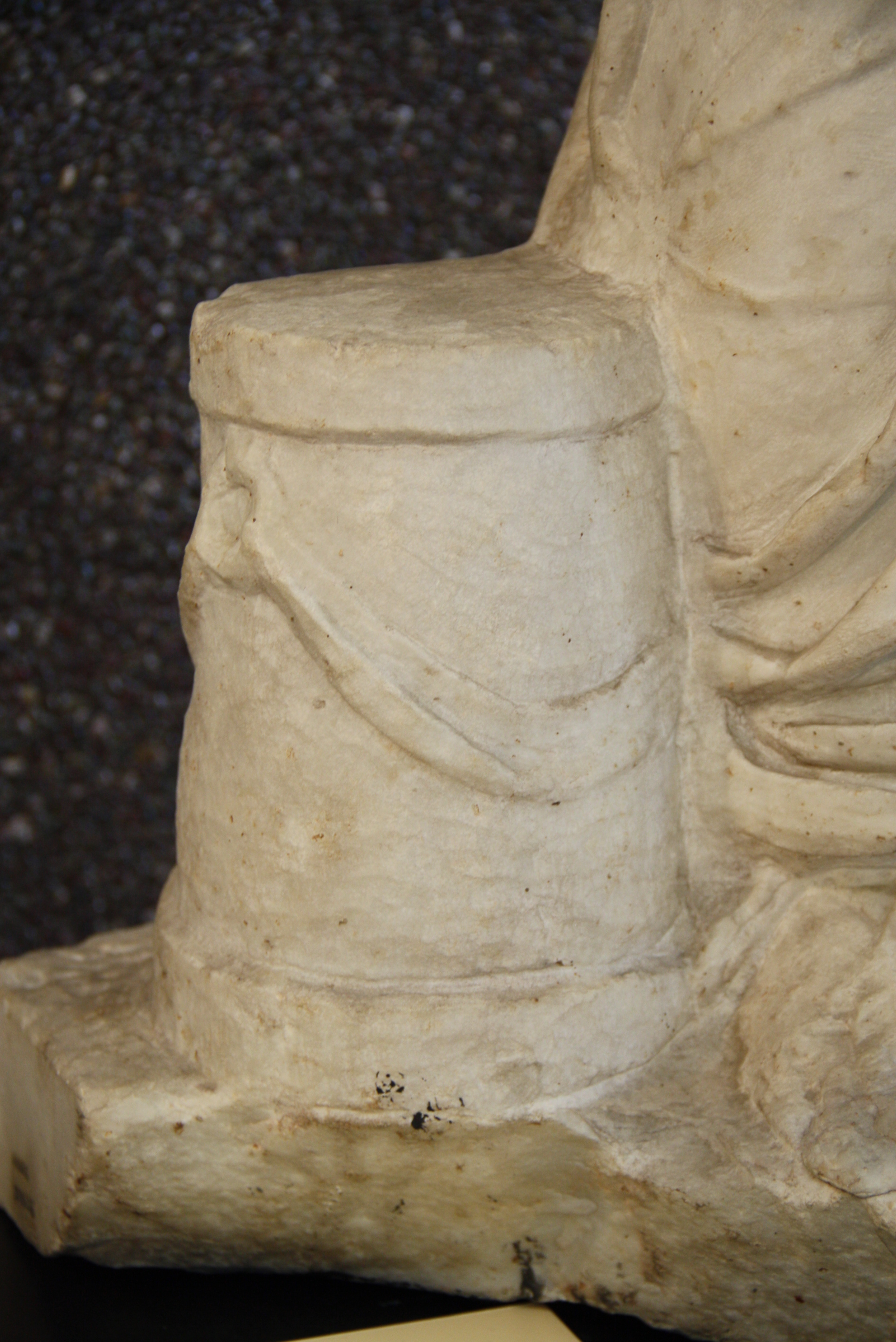
Capsa (o scrinium), contenitore di rotoli.

Per quanto riguarda i titoli greci, le biblioteche di Roma dovevano essere alquanto selettive. La Biblioteca di Alessandria, fatta per contenere un deposito esaustivo di scritti greci, aveva circa 490.000 rotoli. La sua rivale, la Biblioteca di Pergamo ne possedeva almeno 200.000. La biblioteca del Foro di Traiano, quasi sicuramente la più grande di Roma, aveva spazio per soli 10.000 rotoli nella sala greca. La Biblioteca Palatina, con la metà delle librerie, ne aveva molti di meno. Non c'è ragione di credere che le biblioteche di Tiberio o Vespasiano fossero di molto più grandi e quindi ne contenessero una maggiore quantità. In altre parole, le collezioni di libri greci presso le biblioteche pubbliche di Roma erano una frazione di ciò che era disponibile.
Ben diversa era invece la situazione dei libri in latino. Quando Pollione aprì la prima biblioteca pubblica, sebbene si trovasse dinanzi a circa sette secoli di scritti tra i quali scegliere per la sua sezione greca, ne aveva solo due per quella latina. In teoria aveva quindi abbastanza spazio per farvi entrare tutto ciò che considerava di valore.
Tuttavia abbiamo solo incerte indicazioni su quali libri fossero conservati sulle scansie delle biblioteche romane. Per esempio, dobbiamo ad una sfortunata vicenda del poeta Ovidio il fatto di conoscere che tutte e tre biblioteche esistenti al tempo di Augusto contenevano autori contemporanei. Sebbene fosse uno dei più celebrati poeti alla corte dell'imperatore, Ovidio venne coinvolto in un qualche scandalo e nell'anno 8 d.C. venne esiliato da Roma ed i suoi libri proibiti. Questa situazione gli fece scrivere durante l'esilio un poema di lamentazione nel quale scrive che la Biblioteca Palatina "offre ai lettori le opere di uomini illustri di cultura passati e presenti" ma non tiene nulla di suo, né la biblioteca del Portico di Ottavia né quella di Pollione. Quindi se ne deduce che la Biblioteca Palatina ospitava scritti sia precedenti che contemporanei ad Ovidio, e le altre due tenevano almeno quelle contemporanee, come le poesie di Ovidio. Si è citato precedentemente (v.s.) che Pollione aveva messo una statua di Varrone nella sua biblioteca, mentre Varrone era ancora in vita; si può quindi supporre che la collezione includesse tutta l'opera di Varrone, che era massiccia. Inoltre, da un commento che fa Svetonio nella biografia di Caligola, possiamo desumere che tutte le biblioteche della sua epoca avessero opere di Virgilio e Livio, dato che Svetonio asserisce come Caligola stimasse questi due autori così poco che "fu vicino a bandire i loro scritti e le loro statue da tutte le biblioteche".
Ad ogni modo, per un serio approfondimento delle opere greche, gli studiosi dovevano andare ad Alessandria d'Egitto. Per quelle latine invece, il posto migliore era Roma. Sebbene le informazioni a noi disponibili ci permettano di citare solo alcuni titoli a caso che potevano essere tra le collezioni delle "sale latine" delle biblioteche romane, possiamo però esser certi che tutto quello che era di valore in questa lingua fosse ivi disponibile. L'insieme di tutte le biblioteche di Roma fecero per il latino quello che la grande biblioteca di Alessandria aveva fatto da sola per il greco. E Roma quasi certamente seguì la prassi alessandrina di accertarsi che i testi delle proprie librerie fossero accurati e, dove possibile, senza errori scribali di trascrizione o altre omissioni. Ciò fu di immenso beneficio, in quanto assistette sia gli amanti della letteratura che volevano esser certi di star leggendo le esatte parole che, per dirne uno, Virgilio aveva scritto in una sua data opera, sia gli acquirenti di libri che, quando ordinavano un titolo ad un libraio e questi non avendolo mandava il suo scriba alla biblioteca per farne una copia, potevano esser sicuri che ciò che ricevevano era una copia fedele del testo originale.

### Acquisizioni

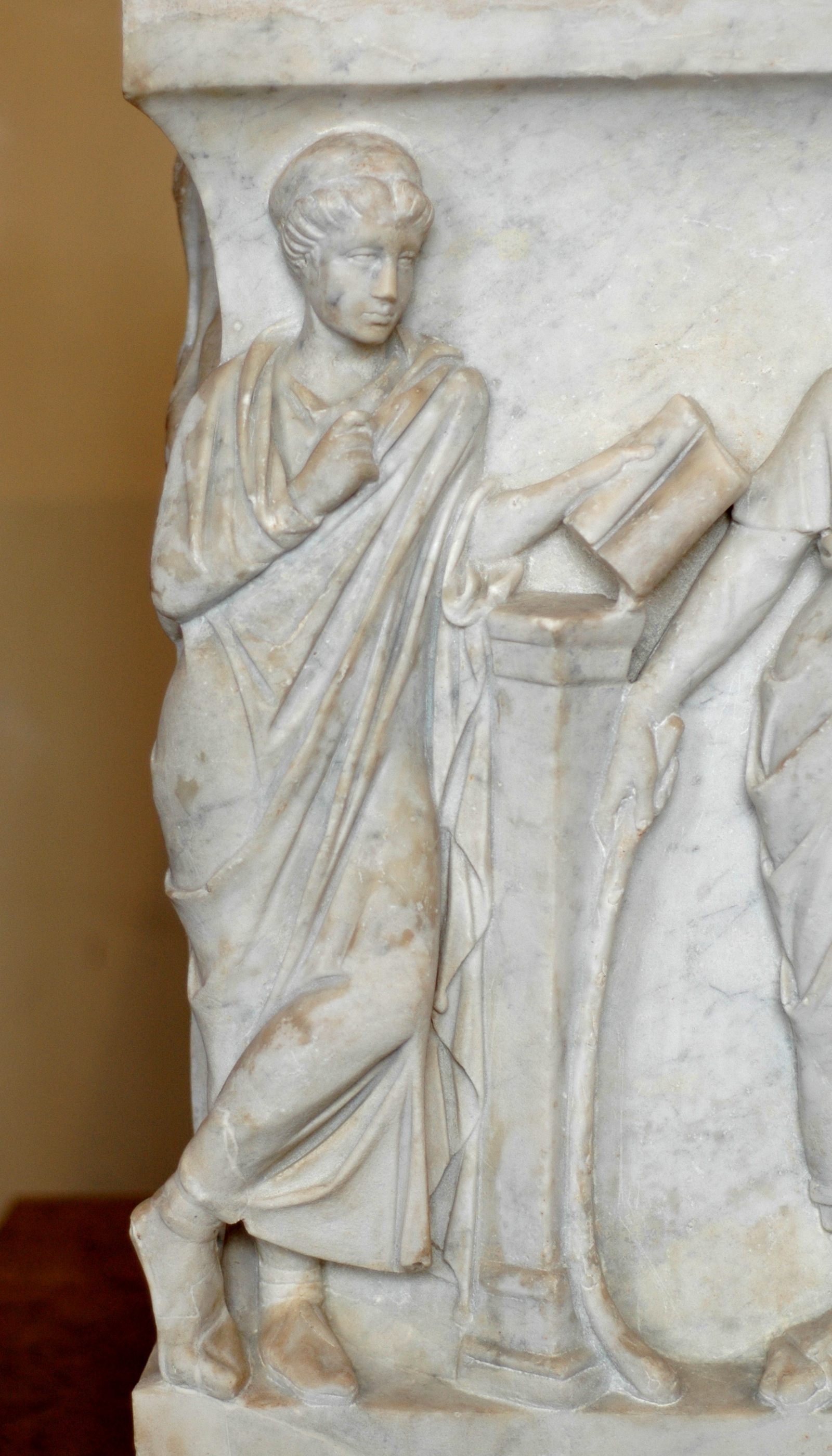
Calliope, musa della poesia epica, che tiene in mano un volumen

Le biblioteche d'oggi acquisiscono la maggioranza dei loro libri tramite l'acquisto commerciale e alcune anche tramite donazioni. Le biblioteche pubbliche di Roma antica acquisivano le loro collezioni a volte grazie a donazioni, ma più che altro tramite la copiatura dei testi, e un minimo, raramente, con l'acquisto.
Durante il periodo della Repubblica romana, il modo principale con cui i libri entravano in circolazione era stato grazie alla presentazione di copie che gli autori offrivano agli amici, patroni, proprietari di collezioni private, e altri. Questo continuò ad essere un mezzo di diffusione importante, anche dopo la creazione di biblioteche pubbliche, poiché gli autori aggiungevano le biblioteche alle loro liste di omaggi. Erano infatti desiderosi di vedersi sulle mensole delle librerie, dato che era un segno di popolarità ma anche un modo di allargare il proprio giro di lettori.

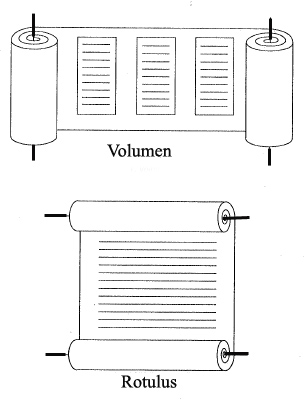
Differenti formati di scrittura: volumen e rotulus.

È quindi certo che le biblioteche acquisissero la maggioranza dei loro contenuti correnti grazie ai donativi degli autori stessi. Per le opere più antiche, sebbene anch'esse spesso fossero oggetto di dono - vedi per esempio quello di Tiberio delle opere di tre poeti greci di età ellenistica - la maggioranza proveniva da copie che venivano commissionate. Uno dei metodi usati per rifornire la Biblioteca Palatina e la Biblioteca del Portico di Ottavia era quello di inviare scribi a trascrivere libri posseduti dai vari magnati romani, tipo i volumina della biblioteca di Pollione. Alcune delle biblioteche più note dei tempi repubblicani, come quella di Varrone o Lucullo o Silla, subirono confische a causa del fatto che i rispettivi proprietari erano dalla parte sbagliata nella Guerra Civile, cioè tra i perdenti. Altri libri erano probabilmente disponibili da altre fonti: la splendida biblioteca di Attico era di certo disponibile: rimanendo astutamente apolitico, Attico era sopravvissuto a tutte le traversie dell'epoca e morì serenamente nel suo letto nel 32 con la sua proprietà intatta. Avendo a disposizione le collezioni di Pollione, di Attico e di altri simili, la gente di Augusto si trovò a portata di mano, a Roma stessa, tutti i titoli latini che desideravano e molti anche dei greci. Per poi averne altri in greco, c'era sempre la Biblioteca di Alessandria a cui rivolgersi.
Infine, la biblioteche imperiali ogni tanto compravano libri dalle librerie romane, sebbene, specialmente durante i primi tempi (alla fine della Repubblica) i negozi di libri avessero una cattiva reputazione. L'attività principale della libreria era quella di fornire libri richiesti dai propri clienti, il che significava che i librai dovevano individuare copie da cui trascrivere e ciò creava un problema in una città che aveva solo biblioteche private. L'arrivo dell'impero generò un nuovo clima culturale che ampliò il ruolo del commerciante di libri. Roma diventò il centro per eccellenza della letteratura e del sapere latini e attirò scrittori, letterati, studiosi, studenti, insegnanti e altri, da tutto il mondo circostante. Questa atmosfera di cultura ed erudizione non solo fece crescere le file degli acquirenti di libri, ma ispirò le librerie a fornire un nuovo servizio: aver sempre disponibili per vendita immediata le opere di autori contemporanei popolari, specialmente i poeti.